# Sajkan (przystanek kolejowy)
Sajkan (kaz. Сайқан, ros. Сайкан) – przystanek kolejowy w miejscowości Sajkan, w rejonie Ałaköl, w obwodzie żetysuskim, w Kazachstanie. Położony jest na linii Aktogaj - Urumczi, na trasie Nowego Jedwabnego Szlaku.